# George Boscawen (2e comte de Falmouth)
George Henry Boscawen, 2e comte de Falmouth (8 juillet 1811 - 29 août 1852), titré Lord Boscawen-Rose entre 1821 et 1841, est un pair et un homme politique britannique. 

## Biographie
Il est le fils d'Edward Boscawen (1er comte de Falmouth) et Anne Frances Bankes. Il est élu au Parlement en tant que l'un des deux représentants de Cornwall West en juillet 1841, poste qu'il occupe jusqu'en décembre de la même année, lorsqu'il succède à son père au comté et siège à la Chambre des lords. 
Lord Falmouth décède en août 1852, à l'âge de 41 ans. À sa mort, le comté s'éteint et son cousin germain, Evelyn Boscawen (6e vicomte Falmouth), lui succède comme vicomte de Falmouth et baron de Boscawen-Rose. 